# رواناب سطحی

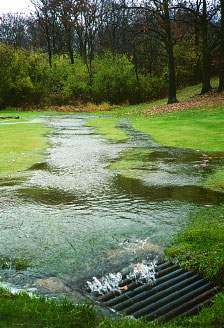
جریان رواناب سطحی به داخل یک کانال جمع آوری آب باران

در زمان بارش، میزانی از آب باریده شده جذب زمین می‌شود که با نام نفوذ شناخته شده‌است و مقداری دیگر جذب درختان و گیاهان می‌شود که با نام برگاب شناخته شده‌است و مقدار باقی‌مانده از بارش به صورت روانابی در سطح زمین جاری می‌شود یا به سطح رودخانه‌ها و دریاها افزوده می‌گردد، این آب باقی‌مانده با نام رواناب سطحی شناخته می‌شود.

## تعریف
اگر در هنگام بارش، شدت بارندگی از ظرفیت نفوذ آب به داخل خاک بیشتر باشد، بخشی از آب ناشی از بارندگی در سطح زمین باقی می‌ماند. این آب پس از پر کردن گودی‌های سطح زمین که به آن تالاب گفته می‌شود، در مسیر شیب زمین جریان می‌یابد و از طریق شبکه آبراهه و سپس رودخانه اصلی از حوضه خارج می‌شود. این بخش از بارندگی را می‌توان در رودخانه‌ها اندازه‌گیری کرد که به آن، رواناب سطحی می‌گویند.

## روش‌های محاسبه
- روش‌های تجربی: استفاده از رابطه‌های تجربی مانند R=a+bp و R=ap که ضرایب ثابت آن‌ها با استفاده از روش کمترین مربعات خطا به دست می‌آید.
- روش هیدروگراف: هیدروگراف نموداری است که تغییرات دبی نسبت به زمان را در یک مقطع مشخص نشان می‌دهد.

دبی پایه:جریان در رودخانه با دبی نسبتاً ثابتی از یک مقطع عبور می‌کند. میانگین زمانی این دبی، دبی پایه نامیده می‌شود.
- هیدروگراف واحد: هیدروگراف ناشی از بارشی که سطح زیر نموداران برابر با مقدار واحد باشد.[۴][۵]

## عوامل مؤثر در میزان رواناب سطحی
در فرایند تبدیل بارش به رواناب سطحی، دو دسته عوامل، شامل پارامترهای اقلیمی و دیگری عوامل فیزیوگرافیکی حوضه نقش دارند. عوامل اقلیمی شامل نوع، شدت و تداوم بارش و نیز توزیع مکان بارندگی، هم چنین جهت حرکت تودهٔ باران‌زا و دیگر عوامل اقلیمی نظیر تبخیر و تعرق می‌باشد. پارامترهای فیزیوگرافیکی شامل نوع کاربری اراضی، جنس خاک، مساحت حوضه آبریز، شکل حوضه، ارتفاع، شیب، جهت و نوع شبکه زهکشی است. همه این عوامل هم در میزان حجم رواناب سطحی و هم در مقدار دبی اوج آن به نحوی مؤثرند. به عنوان مثال، هرچه تداوم بارندگی بیشتر باشد، ظرفیت نفوذ آب در خاک کاهش یافته و لذا باعث افزایش حجم رواناب می‌گردد. عموماً در حوضه‌های بزرگ، توزیع مکانی بارندگی یکسان نبوده و ممکن است بخشی از حوضه دارای بارش بیش از مقدار میانگین و بخش دیگر، کمتر از میزان بارندگی میانگین باشد.